# Dibortetrachlorid
Dibortetrachlorid ist eine chemische Verbindung des Bors aus der Gruppe der Chloride.

## Gewinnung und Darstellung
Dibortetrachlorid kann durch Reaktion von Bortrichlorid mit Quecksilber oder Kupfer in einer elektrischen Entladung gewonnen werden.
{\displaystyle \mathrm {2\ BCl_{3}+2\ Hg\longrightarrow B_{2}Cl_{4}+Hg_{2}Cl_{2}} }
{\displaystyle \mathrm {2\ BCl_{3}+2\ Cu\longrightarrow B_{2}Cl_{4}+2\ CuCl} }

## Eigenschaften
Dibortetrachlorid ist eine farblose Flüssigkeit, die sich in Wasser unter Bildung von Borsäure und Salzsäure löst.
{\displaystyle \mathrm {B_{2}Cl_{4}+6\ H_{2}O\longrightarrow 2\ B(OH)_{3}+H_{2}+4\ HCl} }
Wie auch die anderen Bortetrahalogenide zersetzt sie sich bereits bei Raumtemperatur, wobei die Zersetzungsgeschwindigkeit unter dem katalytischen Einfluss der Zersetzungsprodukte steigt.
{\displaystyle \mathrm {B_{2}Cl_{4}\longrightarrow 1/n(BCl)_{n}+BCl_{3}} }
An Luft entzündet sich die Verbindung unmittelbar.
{\displaystyle \mathrm {6\ B_{2}Cl_{4}+3\ O_{2}\longrightarrow 2\ B_{2}O_{3}+8\ BCl_{3}} }
Im festen Zustand hat sie eine orthorhombische Kristallstruktur mit der Raumgruppe Pbca (Raumgruppen-Nr. 61). Dibortetrachlorid bildet mit Donatoren D (z. B. Schwefelwasserstoff) Addukte des Typs B2Cl4·2D. Mit Wasserstoff reagiert es unter Bildung von Dichlorboran.

## Struktur

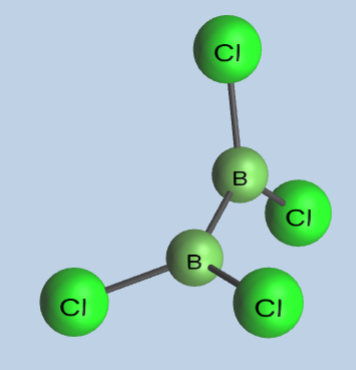
Struktur von B_{2}Cl_{4} in der Gasphase

Die Struktur von Dibortetrachlorid, B2Cl4, wurde mittels Gas-Elektronenbeugung bestimmt. Die Moleküle besitzen D2d-Symmetrie, d. h. die beiden planaren BBCl2-Einheiten stehen senkrecht aufeinander (Torsionswinkel Cl-B-B-Cl 90°). Der B-B-Abstand beträgt 1.70(4) Å, der B-Cl-Abstand 1.750(5) Å, der Cl-B-Cl-Winkel 118.7(3)°. Damit unterscheidet sich B2Cl4 deutlich von B2F4, das insgesamt ein planares Molekül ist.

## Verwendung
Dibortetrachlorid kann zur Herstellung von Organoborverbindungen verwendet werden. Durch Reaktion mit Antimontrifluorid kann Dibortetrafluorid gewonnen werden.
{\displaystyle \mathrm {3\ B_{2}Cl_{4}+4\ SbF_{3}\longrightarrow 3\ B_{2}F_{4}+4\ SbCl_{3}} }